# .tw
.tw je vrhovna internetska domena (country code top-level domain - ccTLD) za Tajvan. Domenom upravlja TWNIC.

## Vanjske poveznice
- IANA .tw whois informacija  Arhivirana inačica izvorne stranice od 7. listopada 2008. (Wayback Machine)